# کمپانی (فیلم ۲۰۰۳)
کمپانی (به انگلیسی: The Company) فیلمی محصول سال ۲۰۰۳ و به کارگردانی رابرت آلتمن است. در این فیلم بازیگرانی همچون نو کمبل، مالکوم مک‌داول و جیمز فرانکو ایفای نقش کرده‌اند.